# Pompa puszkowa

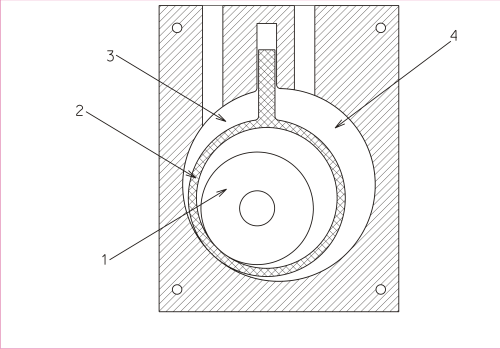
Schemat pompy puszkowej

Pompa puszkowa – rodzaj pompy wyporowej o specjalnej konstrukcji. Budowę jej pokazuje rysunek. Cylindryczny wirnik (1) obracający się mimośrodowo wewnątrz elastycznego (gumowego) tłoka (2) powoduje przetłaczanie cieczy z komory ssawnej (3) do komory tłocznej (4).
Pompy puszkowe stosowane są do pompowania cieczy agresywnych, toksycznych i silnie zanieczyszczonych.